# Belägringen av Tyros
Belägringen av Tyros var en 13 år lång belägring av stadsstaten Tyros utförd av kung Nebukadnessar II av Babylon. Belägringen beskrivs i Bibeln i Hesekiels bok samt i Hieronymus (342–347 e.Kr.) bok "kommentarer på Hesekiel" och händelsen saknar i stort historiskt stöd för att faktiskt ha inträffat. 

## Bakgrund
605 f.Kr. efterträdde Nebukadnessar II sin far Nabopolassar som kung av det nyskapa babyloniska imperiet och han påbörjade en serie kampanjer i främre orienten för att få kontroll över det assyriska rikets gamla vasallstater och driva tillbaka egypterna som fortfarande låg i krig med Babylon. Nebukadnessar besegrade först den egyptiska armén vid Karkemish och i det slaget besegrades även de sista trupperna av det assyriska riket. Segern vid Karkemish följdes upp med ännu en seger över egypterna i slaget vid Hamath som enligt Nebukadnessars källor skall ha resulterat i att den egyptiska armén utplånades. Med Egypten ur vägen drog Nebukadnessar snabbt fram genom Levanten och rikena där underkastade sig honom. 
Vid två tillfällen gjorde Juda rike uppror mot Babylon. Upproret 597 f.Kr. slutade med att Jerusalem plundrades och att kung Jojakin ersattes med kung Sidkia. Upproret 587-586 f.Kr. slutade med att Juda totalförstördes och slutade existera som rike. 
Efter att Juda fallit för sista gången vände Nebukadnessar sina arméer mot stadsstaten Tyros som låg vid kusten i dagens Libanon. Anledningen till att Nebukadnessar låg i krig med Tyros är okänt men det är möjligt att de tidigare varit vasaller till Babylon och gjort uppror. 

## Belägringen
Vad som hände under belägringen är i stort okänt. Antingen finns inga historiska källor om belägringen i sig eller så har de gått förlorade. Enligt Hieronymus skrifter kunde Nebukadnessar inte belägra staden på traditionellt sätt då Tyros låg på en ö så han beordrade sina män att samla stenar och bygga en gångbro från fastlandet till ön likt den taktik Alexander den store använde när han erövrade Tyros 250 år senare. Om Bibelns texter stämmer verkar gångbron ha misslyckats då Tyros höll ut i 13 år innan de slutligen valde att förhandla med Nebukadnessar om fred. 
Nebukadnessar verkar aldrig ha intagit Tyros militärt och belägringen anses därmed ha slutat oavgjort. Enligt Bibeln blev Baal II mot slutet av belägringen kung av Tyros och det är oklart om den tidigare kungen Ithobaal III avlidit eller om han avsattes i och med detta.  Baal II gick i fredsavtalet med på att göra Tyros till babylonisk vasall och kriget mot Tyros anses därmed ha slutat i en politisk seger för Nebukadnessar.
Det första historiska beviset för ett babyloniskt krig mot Tyros hittades1926 av den tyske arkeologen Eckhard Unger och består av en lertavla med kuniformskrift som behandlar matförsörjningen av "kungen (Nebukadnessar II) och hans soldater i deras marsch mot Tyros". Andra lertavlor nämner  att Tyros blivit vasallstat till Babylon under Nebukadnessars tid som konung men de nämner inga datum och inte heller hur detta gått till.

## Belägringen i Bibeln
Belägringen av Tyros nämns flera gånger i Hesekiels bok kapitel 26-29. kapitlen heter "Profetia mot Tyrus", "Klagosång över Tyrus", "Profetia mot kungen i Tyrus" och "Profetia mot Egypten". Kapitlen 26-28 är skrivna som profetia där belägringen av Tyrus är något som kommer att hända och i slutet av kapitel 28 verkar belägringen vara på gång. I kapitel 29 beskrivs belägringen som om den redan hänt. 
Enligt profetian i Bibeln skall Nebukadnessa
r förstöra Tyros totalt, något som inte verkar ha hänt. Detta har fått både judiska och kristna religionsforskare att mena att Nebukadnessar endast inledde profetian. Den som sedan kom att uppfylla den helt var Alexander den store. 